# Innocenzo Cybo
Innocenzo Cybo (o Cibo) (Genova, 25 agosto 1491 – Roma, 13 aprile 1550) è stato un cardinale italiano.

## Biografia
Nato dal matrimonio di Franceschetto Cybo (figlio legittimato di papa Innocenzo VIII) e di Maddalena de' Medici (a sua volta figlia di Lorenzo il Magnifico), venne nominato cardinale nel 1513 dallo zio papa Leone X, al secolo Giovanni de' Medici. Durante il soggiorno a Roma visse a Palazzo Altemps.
Il primo incarico fuori da Roma lo vide vescovo di Aleria dal 1518 al 1520, poi arcivescovo di Genova dal 1520 al 1521; nel medesimo anno fu nominato cardinale camerlengo e mantenne tale carica per circa un anno.

In seguito fu a lungo arcivescovo di Torino fino al 1548. Dal 1527, contemporaneamente a tale carica, fu anche Legato pontificio della Provincia Romandiolæ presso Bologna per gestire la annosa e delicata questione del dominio papale su quei territori di confine. Qui rivestì anche un ruolo di rilievo nella cerimonia dell'incoronazione dell'imperatore Carlo V, avvenuta proprio a Bologna nel 1530.
Nel 1532 fu inviato da Clemente VII anche lui papa mediceo, a Firenze per sostenere le sorti della città durante l'assenza del duca Alessandro (1532).
Inoltre, fu amministratore apostolico dell'arcidiocesi di Marsiglia dall'11 maggio 1517 al 12 gennaio 1530, amministratore apostolico della diocesi di Ventimiglia dal 27 luglio 1519 all'8 agosto 1519 e in seguito dell'arcidiocesi di Messina dal 14 giugno 1538 alla morte.
Morì a Roma nel 1550.

## Ascendenza
|                      |                  |                                           | Genitori                              |  |  | Nonni |  |  | Bisnonni                     |  |  | Trisnonni                           |  |
|                      |                  |                                           |                                       |  |  |       |  |  | Arano Cybo, viceré di Napoli |  |  | Maurizio Cybo dei conti di Gragnano |  |
|                      |                  |                                           |                                       |  |  |       |  |  | Arano Cybo, viceré di Napoli |  |  | Maurizio Cybo dei conti di Gragnano |  |
|                      |                  | Saracina Marocelli                        |                                       |  |  |       |  |  | Arano Cybo, viceré di Napoli |  |  |                                     |  |
| Papa Innocenzo VIII  |                  |                                           |                                       |  |  |       |  |  | Arano Cybo, viceré di Napoli |  |  |                                     |  |
|                      |                  | Teodorina de Mari                         | Stefano de Mari, patrizio genovese    |  |  |       |  |  |                              |  |  |                                     |  |
|                      |                  | Teodorina de Mari                         | Stefano de Mari, patrizio genovese    |  |  |       |  |  |                              |  |  |                                     |  |
|                      |                  | Teodorina de Mari                         | Livia Maria Lercari                   |  |  |       |  |  |                              |  |  |                                     |  |
| Francesco Cybo       |                  | Teodorina de Mari                         |                                       |  |  |       |  |  |                              |  |  |                                     |  |
|                      |                  | …                                         | …                                     |  |  |       |  |  |                              |  |  |                                     |  |
|                      |                  | …                                         | …                                     |  |  |       |  |  |                              |  |  |                                     |  |
|                      |                  | …                                         | …                                     |  |  |       |  |  |                              |  |  |                                     |  |
| …                    |                  | …                                         |                                       |  |  |       |  |  |                              |  |  |                                     |  |
|                      |                  | …                                         | …                                     |  |  |       |  |  |                              |  |  |                                     |  |
|                      |                  | …                                         | …                                     |  |  |       |  |  |                              |  |  |                                     |  |
|                      |                  | …                                         | …                                     |  |  |       |  |  |                              |  |  |                                     |  |
| Innocenzo Cybo       |                  | …                                         |                                       |  |  |       |  |  |                              |  |  |                                     |  |
|                      | Piero de' Medici | Cosimo de' Medici                         |                                       |  |  |       |  |  |                              |  |  |                                     |  |
|                      | Piero de' Medici | Cosimo de' Medici                         |                                       |  |  |       |  |  |                              |  |  |                                     |  |
|                      | Piero de' Medici | Contessina de' Bardi                      |                                       |  |  |       |  |  |                              |  |  |                                     |  |
| Lorenzo de' Medici   | Piero de' Medici |                                           |                                       |  |  |       |  |  |                              |  |  |                                     |  |
|                      |                  | Lucrezia Tornabuoni                       | Francesco Tornabuoni                  |  |  |       |  |  |                              |  |  |                                     |  |
|                      |                  | Lucrezia Tornabuoni                       | Francesco Tornabuoni                  |  |  |       |  |  |                              |  |  |                                     |  |
|                      |                  | Lucrezia Tornabuoni                       | Selvaggia degli Alessandri            |  |  |       |  |  |                              |  |  |                                     |  |
| Maddalena de' Medici |                  | Lucrezia Tornabuoni                       |                                       |  |  |       |  |  |                              |  |  |                                     |  |
|                      |                  | Jacopo Orsini, signore di Monterotondo    | Orso Orsini, signore di Monterotondo  |  |  |       |  |  |                              |  |  |                                     |  |
|                      |                  | Jacopo Orsini, signore di Monterotondo    | Orso Orsini, signore di Monterotondo  |  |  |       |  |  |                              |  |  |                                     |  |
|                      |                  | Jacopo Orsini, signore di Monterotondo    | Lucrezia Conti                        |  |  |       |  |  |                              |  |  |                                     |  |
| Clarice Orsini       |                  | Jacopo Orsini, signore di Monterotondo    |                                       |  |  |       |  |  |                              |  |  |                                     |  |
|                      |                  | Maddalena Orsini dei signori di Bracciano | Carlo Orsini, signore di Bracciano    |  |  |       |  |  |                              |  |  |                                     |  |
|                      |                  | Maddalena Orsini dei signori di Bracciano | Carlo Orsini, signore di Bracciano    |  |  |       |  |  |                              |  |  |                                     |  |
|                      |                  | Maddalena Orsini dei signori di Bracciano | Paola Orsini dei conti di Tagliacozzo |  |  |       |  |  |                              |  |  |                                     |  |
|                      |                  | Maddalena Orsini dei signori di Bracciano |                                       |  |  |       |  |  |                              |  |  |                                     |  |

## Blasonatura stemma

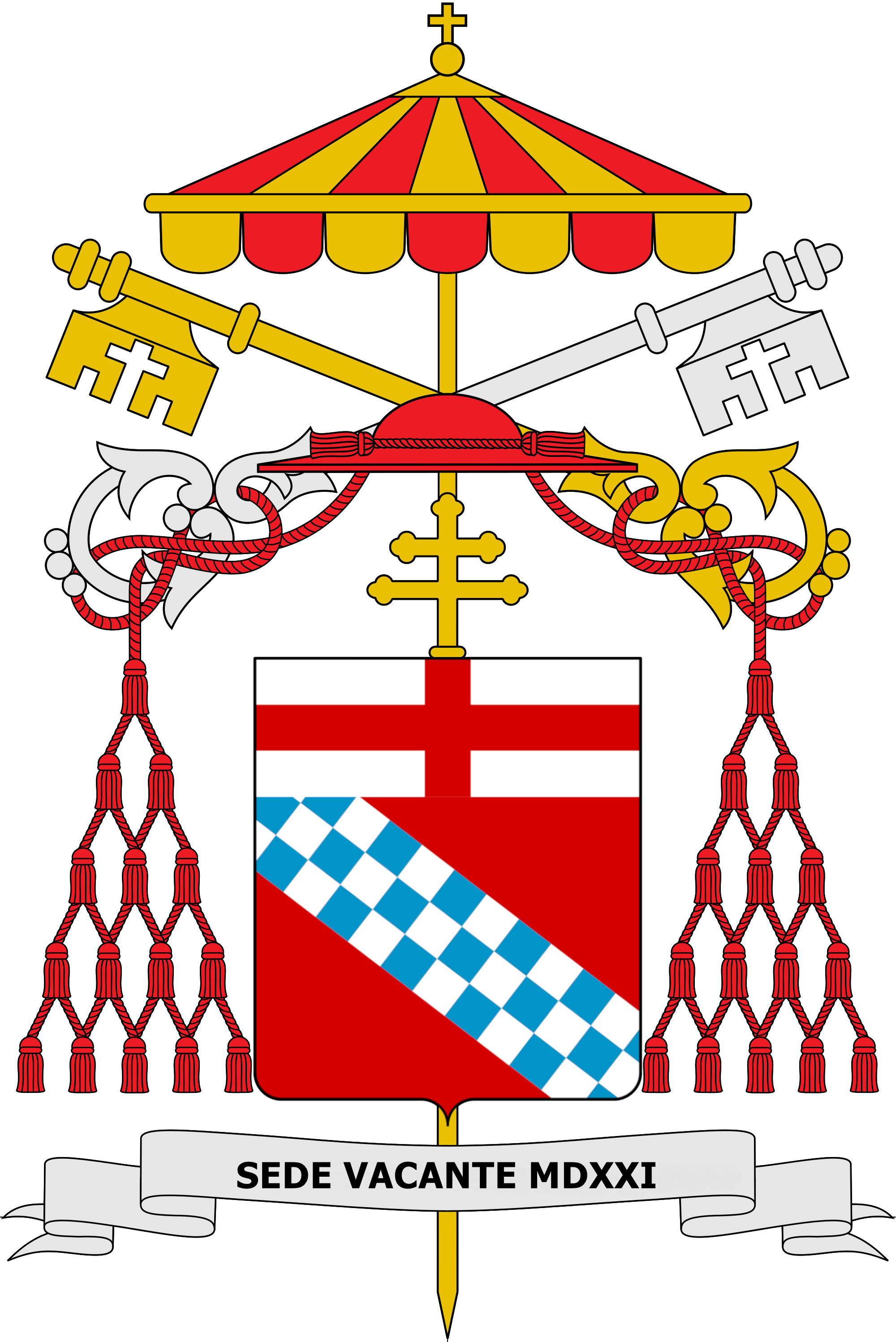

Di rosso alla banda scaccata di tre file d'argento e d'azzurro, al capo d'argento alla croce di rosso.
Lo scudo, accollato a una croce astile patriarcale d'oro, posta in palo, è timbrato da un cappello con cordoni e nappe di rosso. Le nappe, in numero di trenta, sono disposte quindici per parte, in cinque ordini di 1, 2, 3, 4, 5.